# The Confessions of Dr. Dream and Other Stories
The Confessions of Dr. Dream and Other Stories is het vijfde album van de Britse progressieve-rockmusicus Kevin Ayers.

## Tracklist
1. Day by Day - 3.46
2. See You Later - 0.28
3. Didn't Feel Lonely till I Thought of You - 4.08
4. Everybody's Sometime and Some People's All the Time Blues - 3.03
5. It Begins with a Blessing / Once I Awakened / But It Ends with a Curse - 8.14
6. Ballrearing Blues - 0.52
7. The Confessions of Doctor Dream - 18.46
  1. Irreversible Neural Damage
  2. Invitation
  3. The One Chance Dance
  4. Doctor Dream Theme
8. Two Goes into Four - 1:53)

## Bezetting
- Kevin Ayers: zang, gitaar (akoestisch en elektrisch), piano, orgel

Gasten:
- Sam Mitchell: gitaar (1, 3, 4)
- Mark Warner: gitaar (1, 2, 3, 5, 7)
- Ollie Halsall: gitaar (3)
- Mike Oldfield: gitaar (4)
- Rupert Hine: (1, 3, 5, 6, 7)
- Cal Batchelor: gitaar (4)
- John G Perry: (1, 3, 5, 7)
- John Gustafson: bas (7)
- Trevor Jones: bas (7)
- Michael Giles: drums (1, 2, 3, 5, 7)
- Ray Cooper: percussie (2, 7)
- Henry Crallan: piano (4)
- Mike Moran: piano (5)
- Steve Nye: orgel, piano (5, 7)
- Mike Ratledge: orgel (7)
- Lol Coxhill: saxofoon (5)
- Nico: zang (7)
- Doris Troy: achtergrondzang (1, 3)
- Rosetta Hightower: achtergrondzang (1, 3)
- Joanne Williams: achtergrondzang (1, 3)
- Sean Milligan: achtergrondzang (2)